# HMS Matabele (1937)
HMS Matabele (Корабль Его Величества «Матабеле») — британский эскадренный миноносец типа «Трайбл», принимавший участие во Второй мировой войне. Потоплен в Баренцевом море германской подводной лодкой U-454 17 января 1942 года во время проводки арктического конвоя PQ-8. Назван в честь африканского племени матабеле.

## История создания
В 1934 году Британское Адмиралтейство пришло к тревожному выводу: находящиеся в строю английские эсминцы проигрывают в сравнении с современными эсминцами других стран. Наибольшее беспокойство вызывали новые японские эскадренные миноносцы типа «Фубуки», обладавшие мощным артиллерийским и торпедным вооружением. Проанализировав ситуацию, Морской штаб выдал требования к новому поколению эскадренных миноносцев:
- Артиллерийское вооружение из десяти 120-мм орудий в спаренных установках с боезапасом 200 снарядов на орудие;
- Наличие современных средств связи;
- Скорость 36 узлов;
- Дальность плавания 5500 миль экономическим 15-узловым ходом;
- Наличие торпедного вооружения, которое можно применять ночью или в условиях плохой видимости;
- Водоизмещение должно уложиться в договорные ограничения для класса лидеров эсминцев и не превышать 1850 тонн.

На основании этих требований к середине марта 1935 года были разработаны пять вариантов основного эскизного проекта, один из которых в итоге привёл к появлению эскадренных миноносцев типа «Трайбл» — самых современных эсминцев Великобритании на момент начала Второй мировой войны.

### Строительство
19 июня 1936 года английская фирма Scotts получила заказ на постройку двух эсминцев: HMS Matabele и его «систершипа» HMS Punjabi. Корабли были заложены 1 октября 1936 года на стапелях в шотландском городе Гринок. Через год, 6 октября 1937 года, Matabele был спущен на воду первым (Punjabi спустили 18 декабря).
На достройку и испытания ушёл ещё один год, и 25 января 1939 года Matabele был введён в строй.

## Конструкция

### Архитектурный облик
Эсминцы типа «Трайбл» отличались от предшественников заметно более острыми и стремительными обводами носовой части и особенно — клиперным форштевнем, придававшим облику кораблей стремительность. Около 40 % корпуса занимал полубак, слегка поднимавшийся к форштевню. В средней части корпуса шпангоуты имели небольшой завал внутрь. Корма традиционной для англичан формы: полукруглая с почти плоским образованием короткого подзора.

### Энергетическая установка[3]

#### Главная энергетическая установка
Главная энергетическая установка включала в себя три трёхколлекторных Адмиралтейских котла и два одноступенчатых турбозубчатых агрегата Парсонса. Размещение ГЭУ — линейное. Котлы размещались в изолированных отсеках, турбины — в общем машинном отделении, при этом редукторы были отделены от турбин водонепроницаемой переборкой.
Рабочее давление пара — 21,2 кг/см², температура — 327 °C.

#### Дальность плавания и скорость хода
Проектная мощность составляла 44 000 л. с. при частоте вращения 350 об/мин, что должно было обеспечить скорость хода в 32,5 узла, однако на деле все эсминцы типа «Трайбл» превысили расчётную скорость, развив не менее 36 узлов.
Запас топлива хранился в восьми топливных танках, вмещавших 524 тонны мазута, что обеспечивало дальность плавания 5700 миль 15-узловым ходом или 3200 миль 20-узловым. Дальность плавания на полном ходу составляла порядка 1200 миль.
Гребные винты диаметром 3,12 м изготавливались из бронзы.

## Вооружение
На момент вступления в строй HMS Matabele имел следующее вооружение:
- 8 120-мм морских орудий Mk XII[англ.] в четырёх спаренных установках Mk XIX (4.7-inch Twin Mk. XIX). 300 снарядов на ствол (200 фугасных, 50 осколочных с дистанционным взрывателем и 50 осветительных);
- 1 четырёхствольная 40-мм зенитная установка «Виккерс» Mk VII;
- 2 счетверённых 12,7-мм зенитных пулемёта «Виккерс» Mk I;
- 4 пулемёта «Lewis» калибра 7,71 мм;
- 1 бомбосбрасыватель, 2 бомбомёта и 20 глубинных бомб;
- 1 четырёхтрубный 533-мм торпедный аппарат с четырьмя торпедами Mk IX.

Первые же месяцы войны выявили недостаточность ПВО британских эсминцев, что было справедливо и для «трайблов». 120-мм орудия главного калибра, имевшие максимальный угол возвышения 40°, по замыслу проектировщиков могли вести зенитный огонь. Однако на практике выяснилось, что такой угол позволял вести лишь заградительный огонь по низколетящим целям. За тот небольшой промежуток времени, пока самолёт находился в зоне обстрела, расчёт орудия успевал сделать лишь несколько выстрелов. В качестве решения проблемы было предложено заменить одну из спаренных установок на 102-мм зенитные орудия Mk XVI в спаренной установке Mk XIX. Эта артсистема, широко применявшаяся на флоте, вела огонь снарядами массой 15,88 кг, имела угол возвышения 80° и скорострельность 12 выстрелов в минуту. Новая «спарка» устанавливалась на позицию X вместо стоявшей там ранее 120-мм установки.
С середины 1940 года началось усиление ПВО на всех оставшихся в строю «трайблах» (к тому времени были потеряны Afridi и Gurkha). Matabele был перевооружён в июле 1940 года в ходе ремонтных работ на верфи в Фалмуте.

## Служба

### Перед войной
Начало службы Matabele большей частью связано с учебными выходами в море и посещением портов.
12 мая 1939 года эсминец эскортировал в Ла-Манше RMS Empress of Australia, шедшую в Канаду с королём Георгом VI и королевой Елизаветой на борту.
В июне Matabele принял участие в операции по спасению подводной лодки Thetis, затонувшей в Ливерпульской бухте во время заводских испытаний.

### Вторая мировая война
24 октября 1940 года Somali, Matabele и Punjabi потопили немецкое метеорологическое судно WBS 5 / Adolf Vinnen (391 брт) в 25 милях северо-западнее норвежского полуострова Стад.
С 5 по 10 октября 1941 года Matabele совместно с однотипными Ashanti, Bedouin, Eskimo, Punjabi и Somali сопровождал ударное соединение (линкор King George V, крейсер Penelope и авианосец Victorious) во время операции «E.J.» — успешного рейда к побережью северной Норвегии, в ходе которого палубная авиация нанесла удар по немецкому судоходству в том районе.

### Гибель
В январе 1942 года Matabele совместно с однотипным Somali состоял в охранении лёгкого крейсера Trinidad, осуществлявшего прикрытие арктического конвоя PQ-8, направлявшегося из Исландии в Мурманск. Конвой отправился в путь 11 января 1942 года и 16 января подвергся атакам немецких субмарин. На следующий день, 17 января, немецкая подводная лодка U-454 добилась попадания в Matabele. Корабль быстро начал тонуть. Те, кто пережил взрыв торпеды, оказались в ледяной океанской воде. Из экипажа потопленного корабля тральщику Harrier удалось спасти лишь двух человек.